# Croisy
Croisy ist eine französische Gemeinde mit 144 Einwohnern (Stand: 1. Januar 2022) im Département Cher in der Region Centre-Val de Loire; sie gehört zum Arrondissement Saint-Amand-Montrond und zum Kanton La Guerche-sur-l’Aubois.  

## Geographie
Croisy liegt etwa 40 Kilometer ostsüdöstlich von Bourges. Umgeben wird Croisy von den Nachbargemeinden Flavigny im Nordwesten und Norden, Ignol im Nordosten und Osten, Germigny-l’Exempt im Osten und Südosten sowie Ourouer-les-Bourdelins im Süden und Westen.

## Bevölkerungsentwicklung
| Jahr                       | 1962 | 1968 | 1975 | 1982 | 1990 | 1999 | 2006 | 2019 |
| -------------------------- | ---- | ---- | ---- | ---- | ---- | ---- | ---- | ---- |
| Einwohner                  | 221  | 206  | 180  | 149  | 107  | 130  | 137  | 152  |
| Quellen: Cassini und INSEE |      |      |      |      |      |      |      |      |